# Sphaeriestes reductus
Sphaeriestes reductus is een keversoort uit de familie platsnuitkevers (Salpingidae). De wetenschappelijke naam van de soort werd in 1925 gepubliceerd door Kenneth Gloyne Blair.